# Figura Najświętszej Maryi Panny w Woźnikach
Figura Najświętszej Maryi Panny w Woźnikach – zabytkowa figura Maryi w typie Immaculata z 1776 r. przedstawiająca Maryję stojącą na kuli ziemskiej i miażdżącą stopą głowę węża, symbol szatana. 
Rzeźba znajduje się przed Klasztorem Franciszkanów w Woźnikach. Zabytkowy filar z figurą poddano rekonstrukcji w drugiej połowie lat 90. Zrekonstruowano cokół wokół filaru, uzupełniono tynki filaru, zbudowano nowe ogrodzenie zakończone metalowym płotkiem według projektu inż. Henryka Marcinkowskiego. 24.01.1998 przywieziono z Poznania figurę Maryi, gdzie była poddana renowacji i konserwacji. Koszty konserwacji figury pokryła Alicja Tymińska z Mosiny.